# 香川県小学校一覧
香川県小学校一覧（かがわけんしょうがっこういちらん）は、香川県の小学校の一覧。

## 国立小学校
- 香川大学教育学部附属高松小学校
- 香川大学教育学部附属坂出小学校

## 公立小学校

### 高松市
- 高松市立新番丁小学校
- 高松市立亀阜小学校
  - みねやま分校
- 高松市立栗林小学校
- 高松市立花園小学校
- 高松市立高松第一小学校
- 高松市立鶴尾小学校
- 高松市立太田小学校
- 高松市立木太小学校
- 高松市立古高松小学校
- 高松市立屋島小学校
- 高松市立前田小学校
- 高松市立川添小学校
- 高松市立林小学校
- 高松市立三渓小学校
- 高松市立仏生山小学校
- 高松市立香西小学校
- 高松市立一宮小学校
- 高松市立多肥小学校
- 高松市立川岡小学校
- 高松市立円座小学校
- 高松市立檀紙小学校
- 高松市立弦打小学校
- 高松市立鬼無小学校
- 高松市立下笠居小学校
  - 五色台分校
- 高松市立川島小学校
- 高松市立十河小学校
- 高松市立東植田小学校
- 高松市立植田小学校
- 高松市立中央小学校
- 高松市立太田南小学校
- 高松市立木太南小学校
- 高松市立古高松南小学校
- 高松市立屋島東小学校
- 高松市立屋島西小学校
- 高松市立木太北部小学校
- 高松市立塩江小学校
- 高松市立牟礼小学校
- 高松市立牟礼北小学校
- 高松市立牟礼南小学校
- 高松市立庵治小学校
- 高松市立大野小学校
- 高松市立浅野小学校
- 高松市立川東小学校
- 高松市立香南小学校
- 高松市立国分寺北部小学校
- 高松市立国分寺南部小学校
- 高松市立男木小学校

### 丸亀市
- 丸亀市立城乾小学校
- 丸亀市立城坤小学校
- 丸亀市立城北小学校
- 丸亀市立城西小学校
- 丸亀市立城南小学校
- 丸亀市立城東小学校
- 丸亀市立城辰小学校
- 丸亀市立本島小学校
- 丸亀市立郡家小学校
- 丸亀市立飯野小学校
- 丸亀市立垂水小学校
- 丸亀市立富熊小学校
- 丸亀市立栗熊小学校
- 丸亀市立岡田小学校
- 丸亀市立飯山南小学校
- 丸亀市立飯山北小学校

### 坂出市
- 坂出市立坂出小学校
- 坂出市立東部小学校
- 坂出市立林田小学校
- 坂出市立金山小学校
- 坂出市立川津小学校
- 坂出市立府中小学校
- 坂出市立松山小学校
- 坂出市立加茂小学校
- 坂出市立西庄小学校

### 善通寺市
- 善通寺市立中央小学校
- 善通寺市立東部小学校
- 善通寺市立西部小学校
- 善通寺市立南部小学校
- 善通寺市立竜川小学校
- 善通寺市立与北小学校
- 善通寺市立筆岡小学校
- 善通寺市立吉原小学校

### 観音寺市
- 観音寺市立粟井小学校
- 観音寺市立一ノ谷小学校
- 観音寺市立伊吹小学校
- 観音寺市立大野原小学校
- 観音寺市立観音寺小学校
- 観音寺市立柞田小学校
- 観音寺市立高室小学校
- 観音寺市立常磐小学校
- 観音寺市立豊田小学校
- 観音寺市立豊浜小学校

### さぬき市
- さぬき市立寒川小学校
- さぬき市立さぬき北小学校
- さぬき市立志度小学校
- さぬき市立造田小学校
- さぬき市立津田小学校
- さぬき市立さぬき南小学校
- さぬき市立長尾小学校

### 東かがわ市
- 東かがわ市立引田小学校
- 東かがわ市立白鳥小中学校
- 東かがわ市立大内小学校

### 三豊市
- 三豊市立仁尾小学校
- 三豊市立曽保小学校
- 三豊市立松崎小学校
- 三豊市立詫間小学校
- 三豊市立勝間小学校
- 三豊市立上高瀬小学校
- 三豊市立二ノ宮小学校
- 三豊市立麻小学校
- 三豊市立比地小学校
- 三豊市立笠田小学校
- 三豊市立上高野小学校
- 三豊市立桑山小学校
- 三豊市立比地大小学校
- 三豊市立本山小学校
- 三豊市立下高瀬小学校
- 三豊市立吉津小学校
- 三豊市立大見小学校
- 三豊市立山本小学校
- 三豊市立財田小学校

### 小豆郡
- 土庄町立土庄小学校
- 土庄町立豊島小学校
- 小豆島町立星城小学校
- 小豆島町立安田小学校
- 小豆島町立苗羽小学校
- 小豆島町立池田小学校

### 木田郡
- 三木町立田中小学校
- 三木町立白山小学校
- 三木町立氷上小学校
- 三木町立平井小学校

### 香川郡
- 直島町立直島小学校

### 綾歌郡
- 綾川町立昭和小学校
- 綾川町立陶小学校
- 綾川町立滝宮小学校
- 綾川町立羽床小学校
- 綾川町立綾上小学校
- 宇多津町立宇多津小学校
- 宇多津町立宇多津北小学校

### 仲多度郡
- まんのう町立琴南小学校
- まんのう町立仲南小学校
- まんのう町立満濃南小学校
- まんのう町立四条小学校
- まんのう町立高篠小学校
- まんのう町立長炭小学校
- 多度津町立多度津小学校
- 多度津町立四箇小学校
- 多度津町立白方小学校
- 多度津町立豊原小学校
- 琴平町立琴平小学校
- 琴平町立榎井小学校
- 琴平町立象郷小学校

## 私立小学校
香川県には存在しない。